# Brûlot (navire)
Pour les articles homonymes, voir Brûlot.

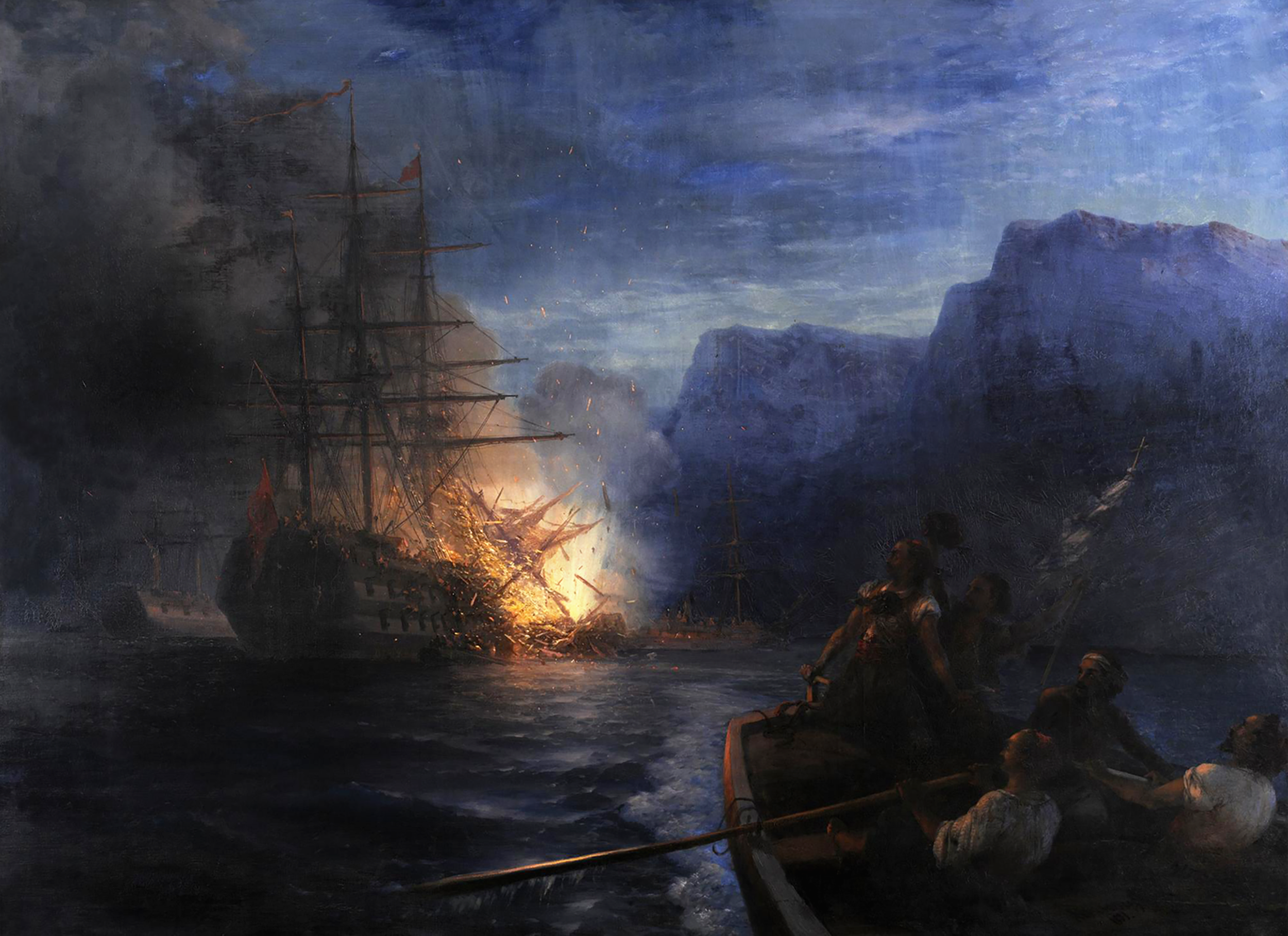
L'incendie du navire amiral ottoman par Konstantínos Kanáris en 1822. Pendant la guerre d'indépendance grecque, les brûlots sont souvent utilisés contre des navires ottomans. Toile de Ivan Aïvazovski, 1881.

Le brûlot (ou brulot) était un navire chargé d'explosifs ou de matériaux inflammables, lancé sur les vaisseaux ennemis pour les incendier. La plupart du temps, il s'agissait d'un vieux bâtiment, de petite taille, ancien navire de guerre ou de commerce, transformé à cet effet.

## Histoire

### Dans l'Antiquité

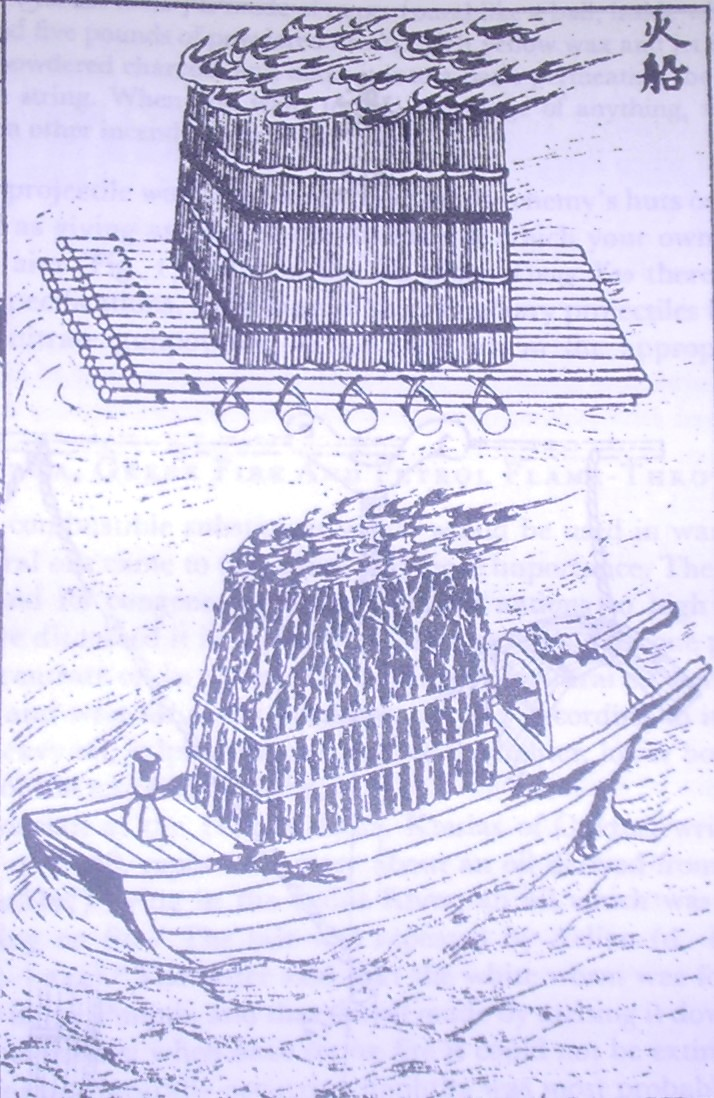
Brûlots chinois, dans le Wujing Zongyao, 1044 ap. J.-C.

Le brûlot est une arme qui a été utilisée dès l'Antiquité.
Thucydide rapporte ainsi que les Syracusains, en 415-413, venaient de prendre dix-huit navires aux Athéniens et que, pour détruire le reste de leur flotte, ils envoyèrent contre elle un vieux cargo rempli de sarments et de bois de pin enflammés. Les Athéniens réussirent à éteindre les flammes.
Selon Arrien, durant le siège de Tyr par Alexandre, les défenseurs envoyèrent, avec succès, un navire portant aux bouts de sa vergue des « pots à feu » afin d'incendier les machines de siège du Macédonien.
César rapporte que, durant la guerre civile, Cassius lança contre une partie de sa flotte des navires marchands chargés de résine, de poix et d'autres matières inflammables. Trente cinq navires furent incendiés.
En Chine, en 208, lors de la bataille de la Falaise rouge, la flotte de Cao Cao fut détruite par le brûlot de Huang Gai.

### À l'époque moderne
Au XVIe siècle, durant le siège d'Anvers en 1585 contre les forces assiégeantes du duc de Parme.

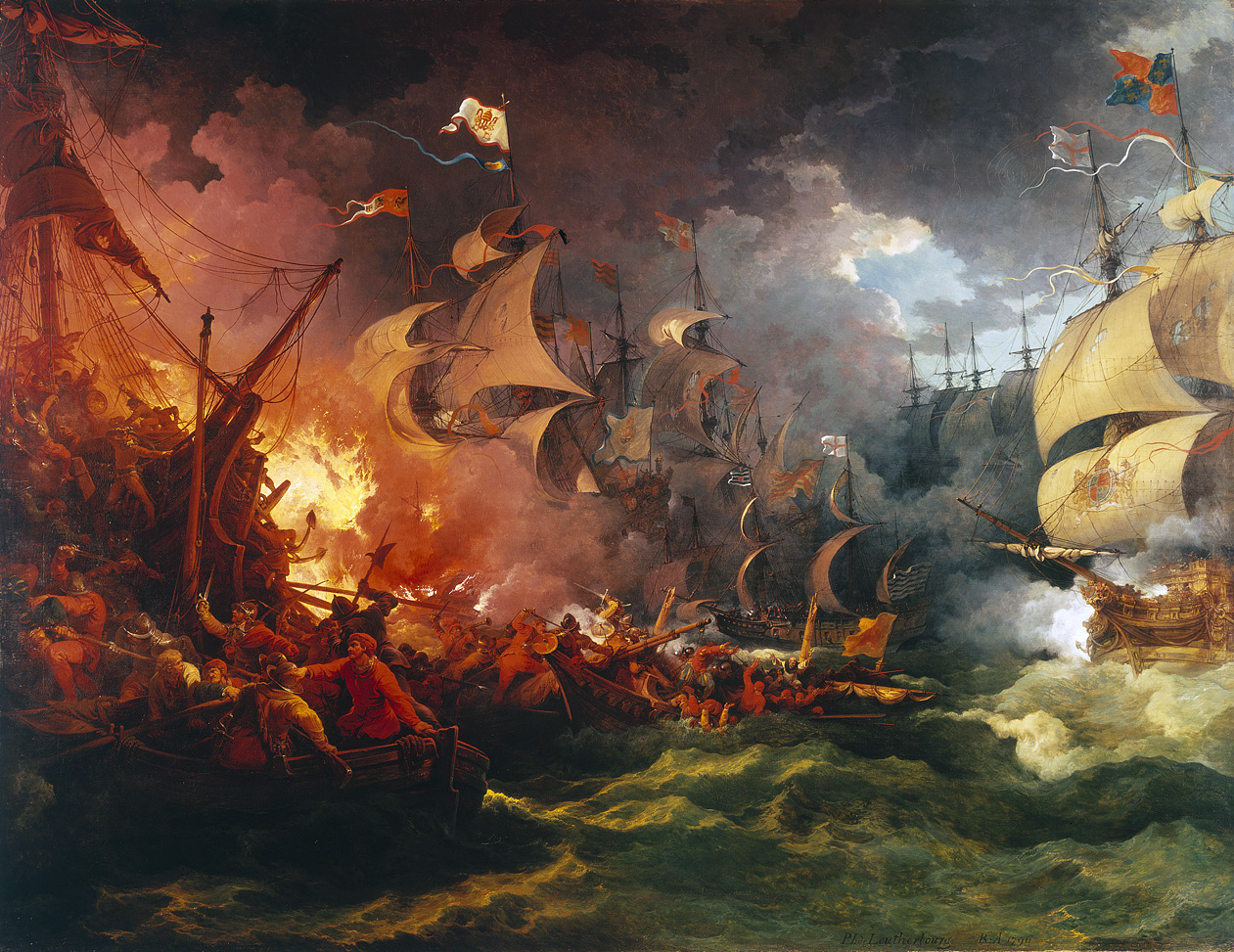
La bataille de Gravelines.

Pendant la bataille de Gravelines en 1588 contre l'Invincible Armada, les brûlots envoyés par les Anglais ne détruisirent aucun navire espagnol mais contribuèrent puissamment à désorganiser la flotte.
Le grand siècle du brûlot est le XVIIe siècle. Il arriva qu'une escadre dispose d'autant de brûlots que de navires de ligne. C'est, par exemple, le cas de Ruyter à la bataille de Solebay.
En 1638, onze navires espagnols sont incendiés par les brûlots de la flotte de Henri d'Escoubleau de Sourdis, lors de la bataille de Guetaria.
En 1692, à la bataille de la Hougue, ils causent la perte de 15 navires français.
En 1770, les Russes utilisent avec succès des brûlots contre les Turcs à la bataille de Chesmé.
En octobre 1805, la flotte anglaise utilisa des brûlots contre la flottille française du camp de Boulogne. À l'occasion de cette attaque, le Maréchal Brune, en poste à Boulogne rendit compte à Napoléon qui lui répondit ceci : « En recevant vos lettres, j'ai cru que vous m'appeliez à la défense de Boulogne, et j'étais joyeux de penser que je pourrais bientôt voir de près les ennemis, et apprendre, par votre exemple, à combattre; mais ils vous connaissent depuis longtemps, et je doute qu'ils s'exposent, sans de grandes forces, à retrouver les champs de Bergen. » Le lieutenant Bourgoin, aide de camp de Brune, qui raconte cet événement, affirme que cette attaque de brûlot n'eut pas un succès franc.
En 1809, lors de la bataille de l'île d'Aix, les brûlots anglais de John James Gambier et Cochrane détruisent une partie de l'escadre française qui s'y trouvait.
Entre 1821 et 1832, pendant la guerre d'indépendance grecque, les brûlots sont utilisés à maintes reprises par les insurgés grecs contre des navires ottomans, notamment lors de l'incendie du vaisseau amiral ottoman au large de Chios en juin 1822.
Les Chinois en lancèrent vainement quelques-uns sur la flotte britannique, pendant la première guerre de l'opium.
L'usage de cette arme, habituelle au XVIIe siècle, se raréfie au XVIIIe siècle puis au XIXe siècle. On s'interroge sur le caractère licite ou non de son utilisation. Ainsi, à la veille de l'attaque de la flotte française, en 1809, l'amiral Gambier écrit : « ...c'est un horrible système de guerre... ».
Les brûlots sont à nouveau utilisés lors de la bataille de Navarin en 1827, considérée comme la dernière grande bataille navale de la marine à voile. L'apparition des cuirassés, et de la marine en fer, les rendit obsolètes.
Un plan britannique prévoyait l'utilisation des brûlots pour attaquer les barges d'invasion qui se rassemblaient dans les ports sur la côte nord de la France en vue d'une invasion allemande de la Grande-Bretagne en 1940, il s'agit de l'opération Lucid. L'attaque a été lancée à plusieurs reprises en septembre et octobre de cette année, mais des navires peu fiables et des conditions météorologiques défavorables ont fait que le plan a dû être interrompu à chaque fois.

## Les principes du brûlot

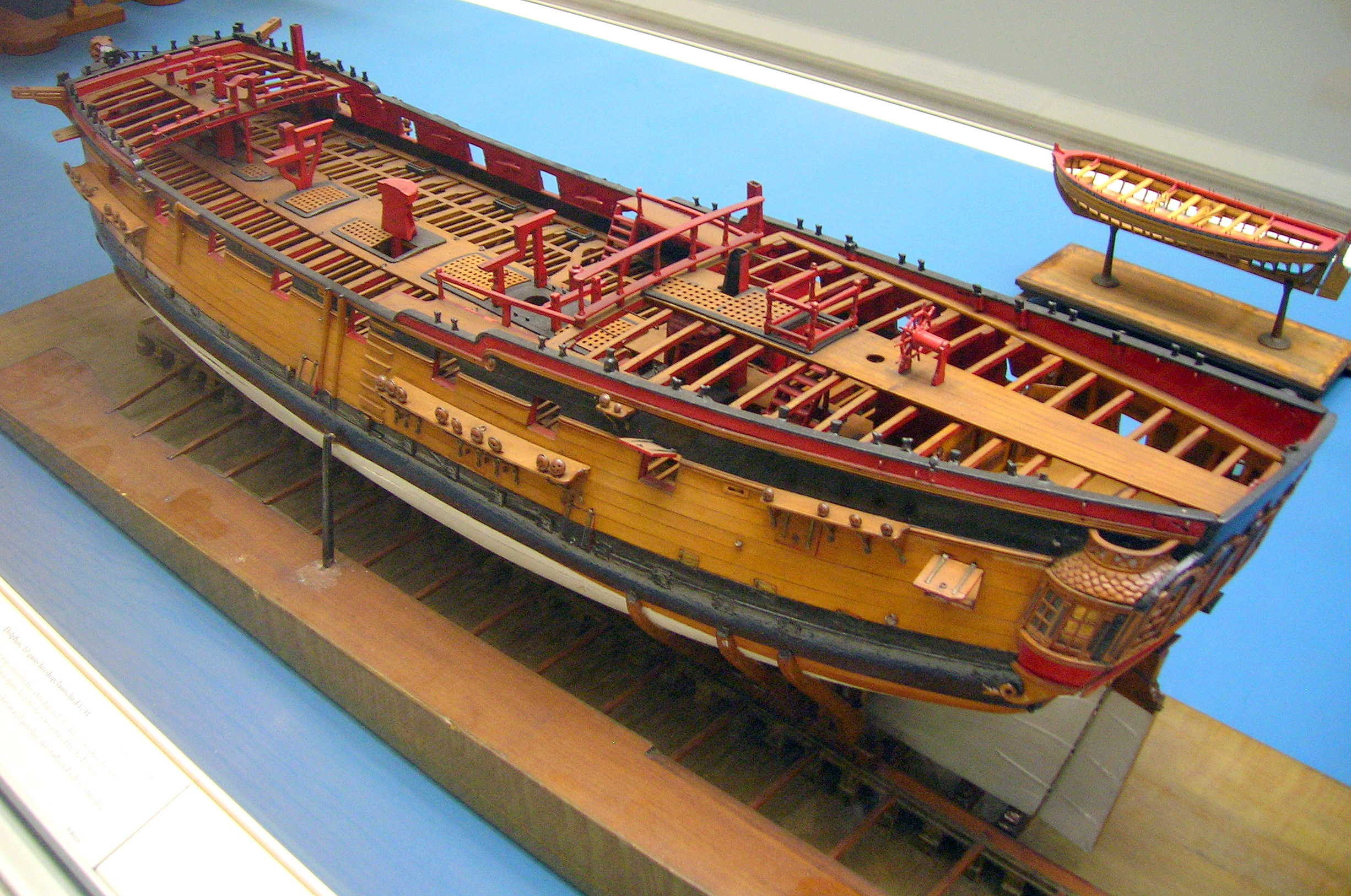
Maquette du Dolphin, un 20 canons lancé en 1731, converti en brûlot en 1747, reconverti en 1757, capturé par les Français en 1760. Le côté bâbord montre le 20 canons d'origine, le côté tribord montre le brûlot. National Maritime Museum, Londres.

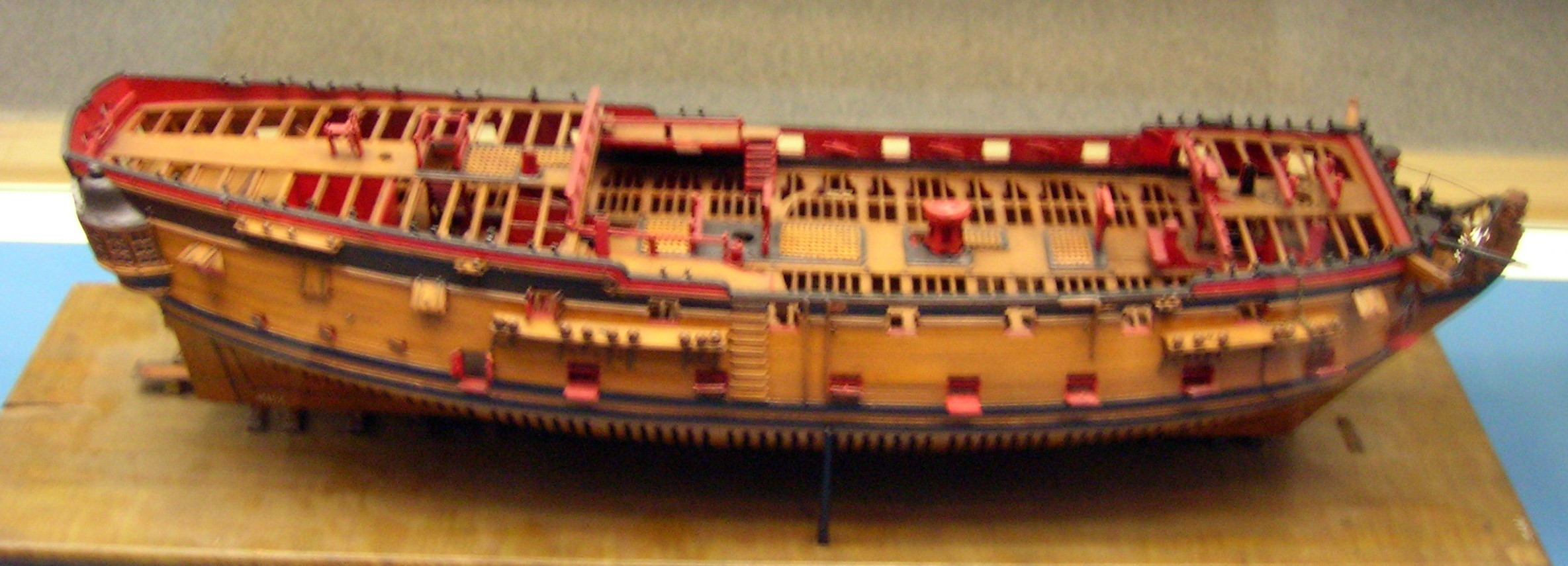
Maquette du Dolphin, un 20 canons lancé en 1731, converti en brûlot en 1747, reconverti en 1757, capturé par les Français en 1760. Le côté bâbord montre le 20 canons d'origine, le côté tribord montre le brûlot. National Maritime Museum, Londres.

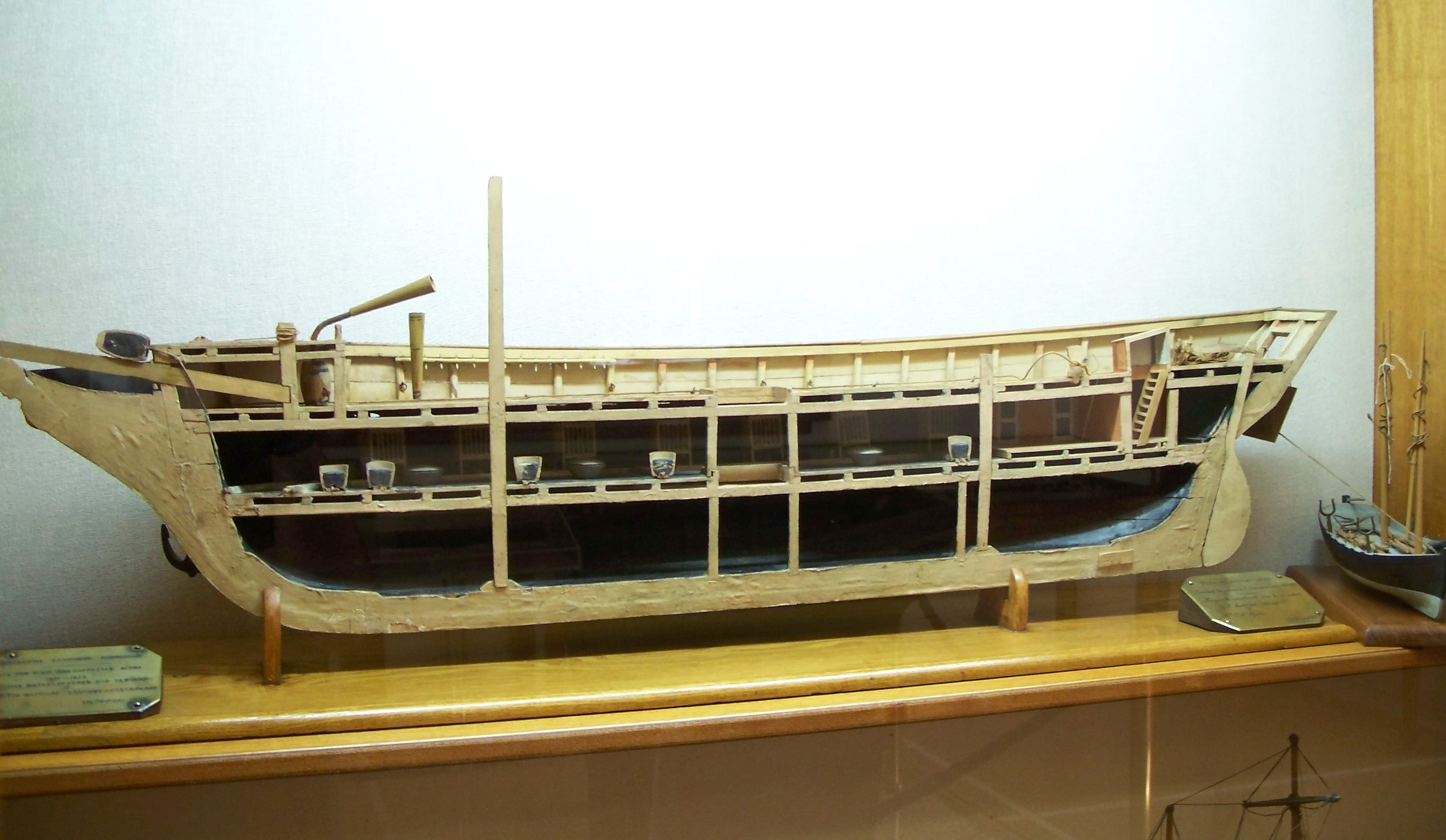
Découpe d'un brûlot grec de la guerre d'indépendance grecque: il était rempli d'asphalte et autres matières inflammables et le canot derrière le brûlot était utilisé par l'équipage pour quitter le bâtiment une fois incendié. Musée d'histoire nationale d'Athènes

### La sélection du navire
En fait, n'importe quel navire peut être utilisé. On préfère généralement des navires de petite taille, comme des bricks ou des sloops. Il est fréquent aussi d'acheter un navire de commerce.
Fréquemment, on choisit un vieux bâtiment, ou dont les qualités nautiques médiocres ne le feraient pas regretter. Cela peut aussi dépendre du prix qui peut en être offert.
L'un des principaux reproches faits aux brûlots est qu'ils sont de mauvais voiliers. Soit par l'âge, soit par leur conception. Ce qui fait que l'adversaire a le temps de les éviter. Pour éviter cela, on cherche à construire des bâtiments spécifiquement destinés à jouer le rôle de brûlots.
Ainsi les Britanniques utilisent les plans d'une prise française réputée pour ses bonnes qualités nautiques pour construire les navires de la classe HMS Tisiphone, dans les années 1780. HMS Vulcan est « consommé » à Toulon contre une ligne de vaisseaux français. Mais HMS Conflagration est incendié... pour éviter sa capture. Un autre brûlot de cette classe, HMS Comet, est utilisé en juillet 1800, devant Dunkerque pour tenter de détruire quatre frégates françaises. En 1801, à la reprise des hostilités, ce sont six nouveaux brûlots de cette classe qui sont mis sur cale.
Un brûlot n'est pas toujours un navire. Il peut simplement s'agir de chaloupes disposant du matériel nécessaire pour mettre le feu. C'est de cette manière que sont incendiés plusieurs navires français échoués lors de la bataille de la Hougue en 1692.

### L'aménagement du navire

#### La coque
Une forte cloison permet d'isoler l'arrière du reste du navire. Ainsi, l'équipage est hors de la partie destinée à fournir le brasier.
Dans la partie avant, on installe les dispositifs incendiaires. Ceux-ci sont très variés.
Dans des maquettes du Rijksmuseum d'Amsterdam, on peut voir des dispositifs ingénieux propres à favoriser un départ rapide de l'incendie. Ainsi des sortes de goulottes, en bois ou fer-blanc, partant de la place dévolue au timonier vers l'avant. Ces goulottes sont remplies d'une mixture composée d'une partie de poudre à canon, une demi-partie de salpêtre, un quart de partie de résine et autant de soufre. Au-dessus d'elles sont entassés des fagots.
Les sabords sont modifiés pour s'ouvrir vers le bas. S'ouvrant normalement vers le haut, ils risqueraient de se fermer si les flammes brûlaient leurs câbles. Avec l'ouverture vers le bas, les sabords s'ouvrent et restent ouverts, augmentant le tirage et favorisant l'incendie.
De même, des manches à air sont établies sur le pont pour favoriser l'appel d'air.
Les canons, si le navire en dispose, sont chargés, si possible à double charge, boulet et mitraille. Sous la chaleur de l'incendie, ils finissent par tirer, ajoutant leurs ravages à ceux de l'incendie.

#### Mâture
Pour favoriser l'accrochage, on accroche des grappins aux vergues et au beaupré, pour que le brûlot puisse attraper les cordages de la cible. Les grappins sont soit attachés directement aux vergues, soit suspendus à des chaînes plutôt qu'à des cordages susceptibles de brûler trop tôt. Cela complique aussi la tâche de l'équipage de la cible qui a plus de difficulté à dégager les grappins ayant croché.
Cependant, il faut aussi éviter que l'incendie n'abatte prématurément la mâture. Pour cela, il faut protéger la base des mâts par des coffrages épais. On protège aussi tous les éléments permettant le mouvement du gouvernail.
Il est aussi possible de garnir la mâture d'artifices et de fusées destinées à porter le feu sur la voilure des navires attaqués. C'est ce qui est fait en 1809, devant l'île d'Aix. Le résultat ne semble pas avoir été à la hauteur des espérances, mais ces fusées ont sûrement contribué à favoriser la panique des équipages.

#### Le chargement
Il s'agit de bourrer le brûlot de substances combustibles et explosives. Les navires étant en bois, les voiles en toile et les cordages en chanvre, on est déjà sûr que le feu se répandrait sans obstacles.
On peut utiliser, par exemple, des « barils ardents ». Ce sont des barriques « que l'on remplit de poussier, 60 kg, de brai sec, 20 kg, de goudron, 7 kg, de suif, 5 kg, de salpêtre, 10 kg ; ce mélange est recouvert d'une toile goudronnée qui laisse passage à des saucissons destinés à embraser le baril. Pour obtenir des « barils foudroyants », on ajoute des grenades.
On peut aussi utiliser des « pots à feu ». Ce sont des pots de terre chargés de morceaux de roche à feu, de grenades, et de poudre grainée. Deux mèches en croix sont sur le dessus et sortent par le côté ; le tout est recouvert d'une peau de mouton.
La « roche à feu » est une composition incendiaire, solide et qui brûle lentement, même sous l'eau. Elle se compose de soufre fondu (8 kg), de poussier (3 kg), de salpêtre (2 kg), de camphre (0,5 kg), de poudre grainée (1 kg). Ces substances sont fondues ensemble et coulées dans des moules pour obtenir des cylindres de différentes grosseurs.
Une « cravate » est une sorte de serpillère, d'un mètre de longueur, trempée dans un chaudron où l'on a placé 50 litres d'eau, 6 kg de salpêtre, 1 kg d'huile de térébenthine. Ensuite, on les saupoudre de poussier. Enfin, on en lie plusieurs pour les suspendre et les faire sécher.
Les « brandons » sont placés dans les hunes. On prépare une pâte de soufre (2 kg), de salpêtre (4 kg), de poussier (4 kg), de camphre (0,5 kg). On détrempe cette pâte avec de l'huile de lin et l'on en remplit des espèces de gargousses, en toile à voile double, goudronnée, au milieu desquels on place une étoupille. Ces brandons jettent une lumière blanche très intense et brûlent dans l'eau.
Prenons, par exemple, le cas des brûlots préparés par les Britanniques en avril 1809, par Lord Cochrane. Comme il le raconte : « La solidité du fond du vaisseau était renforcée par des bûches placées serré les unes contre les autres, les interstices entre elles étant soigneusement bouchés, et cela afin d'opposer la meilleure résistance possible à l'explosion. Sur cette fondation étaient posés des tonneaux d'alcool et d'eau à l'intérieur desquels 1 500 barils de poudre étaient vidés. Ces tonneaux étaient redressés et liés tous ensemble avec des câbles de chanvre formant de la sorte un gigantesque mortier dont l'explosion partirait vers le haut. En sus des tonneaux de poudre, des centaines d'obus et près de 3 000 grenades étaient rajoutés, le tout étant tassé et compressé autant que faire se peut en une masse solide par des cales et du sable. ».

### La gestion de l'équipage
Le plus souvent, les brûlots sont remorqués par des navires de guerre vers les flottes adverses, mais ils sont parfois confiés à un équipage, appelés brûlotiers, qui les amènent au plus près des navires ennemis, puis les laissent dériver vers eux, après avoir allumé des mèches et les avoir abandonnés.
L'équipage est réduit. Il est ainsi de 55 marins sur la HMS Thais (1806), alors qu'il n'y a que deux officiers et quatre marins sur la HMS Mediator (1809). Il faut en effet avoir le minimum de marins nécessaires pour la manœuvre. Ceux-ci abandonnent le navire sur une chaloupe, dès que les mèches sont allumées.
Pour commander, le mieux est de disposer d'un capitaine de brûlot. Ce grade existe en France depuis la marine de Louis XIV. Il correspond, en gros, à celui de lieutenant de vaisseau. C'est souvent le grade le plus élevé auquel puisse prétendre un officier roturier, un bleu. Mais les officiers rouges passent aussi par ce grade ; c'est le cas, par exemple, de Villaret de Joyeuse ou de Latouche-Tréville. Ce grade, de préférence réservé aux officiers bleus, peut expliquer le mépris que l'on peut trouver exprimé à l'encontre de son titulaire.
Cette fonction n'est pas sans risque. Non seulement, on n'est jamais certain de pouvoir s'échapper à temps, mais on raconte qu'un capitaine de brûlot qui se laisse capturer est pendu.
À défaut de capitaine de brûlot, on utilise un quartier-maître ou un matelot compétent pour diriger la manœuvre. On lui accorde le titre de « brûlotier ».
Arme redoutable mais périlleuse, le brûlot, véritable bombe flottante, exige un sang-froid à toute épreuve de la part des marins chargés de le manœuvrer. Ce qui n'est pas toujours le cas, semble-t-il, puisque l'on trouve des mentions comme celle de Bigot de Morogues, qui annonce perfidement : « ...les capitaines de brûlots n'oublieront pas le reproche ordinaire qu'on leur fait, de se brûler inutilement, n'est communément que trop mérité et ils en répondront, de même qu'ils doivent s'attendre à la juste récompense de leurs belles actions... ». Il prévoit même dans son ouvrage le signal no 167 : « le capitaine de brûlot ne quittera point son bâtiment qu'il ne soit accroché & qu'il n'y ait mis le feu... ».
Pour motiver l'équipage, une double paye peut être assurée (Hollandais). Une prime et une médaille peuvent également être offertes (Britanniques). C'est ainsi que le Duc d'York publie le 1er avril 1665 ses Instructions pour la Manœuvre ; deux jours plus tard, il y ajoute ses « instructions pour les capitaines et équipages des brûlots, frégates & ketchs ». L'équipage du brûlot qui incendie un navire de 40 canons ou plus doit recevoir une prime de 10 £ par matelot. Le capitaine, lui reçoit une médaille d'or. Prime doublée si le navire incendié est le navire-amiral ennemi. À l'inverse, détourner un brûlot ennemi d'un navire de Sa Majesté de 5e rang ou moins recevra 40 shilling par matelot.
On sait surtout rassurer l'équipage en lui montrant que l'on prend soin de sa survie. Un large sabord est préparé, par lequel il est aisé de prendre la fuite et sauter dans le canot laissé en remorque. D'autres canots ou des bâtiments légers suivent le brûlot. Ils ont finalement autant pour mission d'écarter les canots ennemis que de recueillir rapidement l'équipage.

### Le brûlot en action

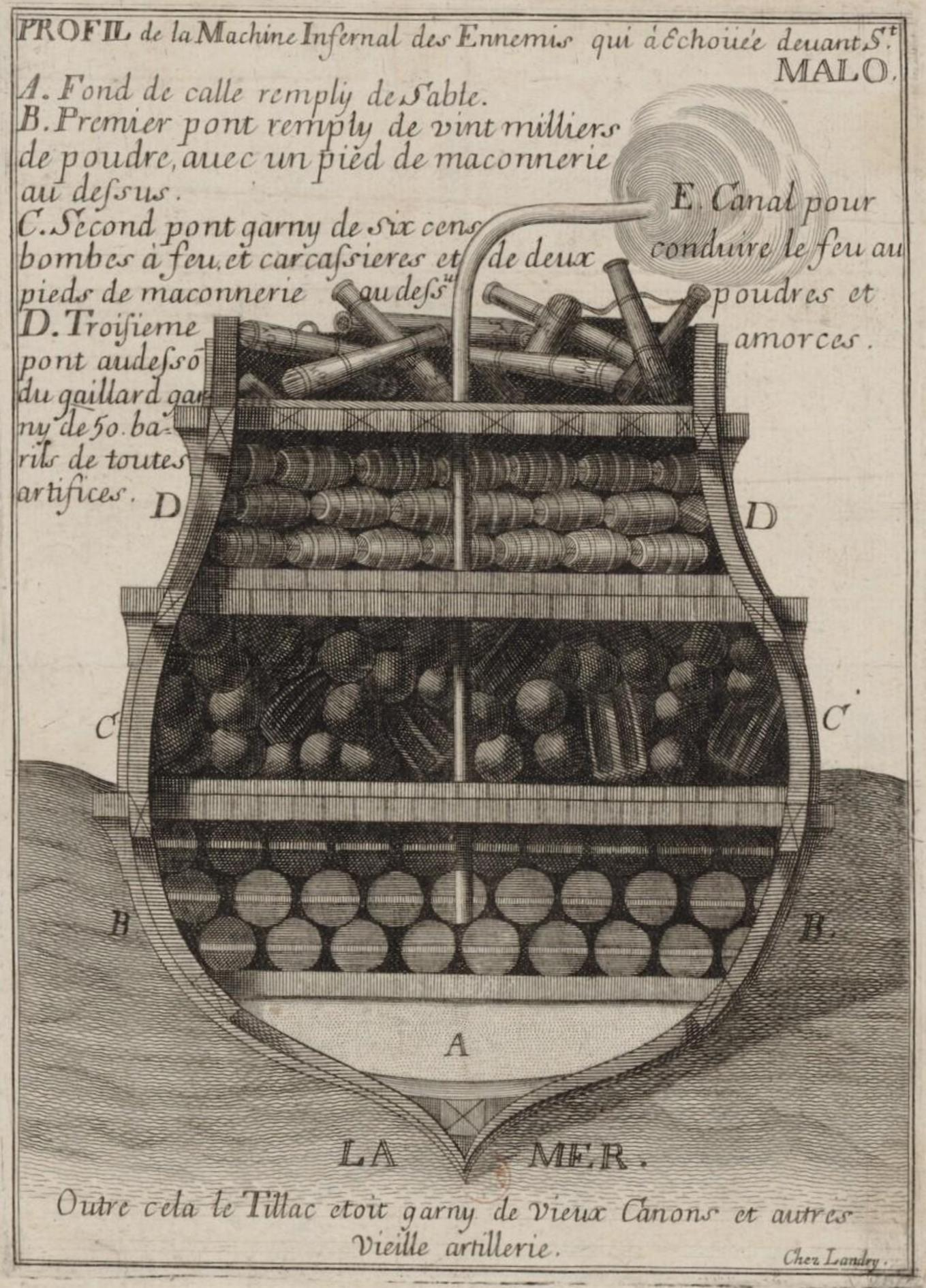
Coupe d'un brûlot avec ses différents explosifs et son système de mise à feu. Estampe française, vers 1692-1693.

Au départ, il se manœuvre comme un navire ordinaire, à la voile et au gouvernail. Éventuellement, il est remorqué par un autre navire ou des canots.
Quand le brûlot est mis à feu, il devient difficile à diriger. Pour cela, on bloque sa barre à l'aide de cordages. En espérant que le vent ne tourne pas.

#### La mise à feu
Le poste des brûlots accompagnant l'Armée Navale, est de se mettre au vent de l'escadre à une distance d'une demi-lieue au maximum. De la sorte, ils sont hors de portée des tirs ennemis. Des signaux sont prévus pour leur donner l'ordre de se préparer. Quand ils sont prêts, ils doivent arborer un pavillon particulier. Le général de l'Armée Navale donne alors l'ordre d'attaquer le point de la ligne ennemie qu'il désigne.
Les brûlots sont utilisés de différentes manières suivant la direction du vent.
Si l'escadre amie est au vent de votre escadre, il faut que des canots ou d'autres petits bâtiments remorquent les brûlots vers l'ennemi.
Si les vents portent vers l'ennemi (ennemi sous le vent), les brûlots sont placés au vent de l'escadre. Ainsi, ils peuvent traverser la ligne de bataille amie pour attaquer l'ennemi. Ils sont de préférence lancés vers un navire de la ligne adverse qui a subi des dégâts dans sa mâture, et qui a donc des problèmes pour manœuvrer et les éviter.
Cette utilisation des brûlots n'est pas sans rappeler l'usage qui est fait des torpilleurs lors de la Première Guerre mondiale, comme à la bataille du Jutland.
Il est préférable de bénéficier d'un vent portant sur l'ennemi. Un courant favorable peut faciliter la manœuvre. L'idéal est que l'ennemi soit à l'ancre.
Quand le brûlot est sur la bonne trajectoire, il est temps d'y mettre le feu : cette mise à feu se fait au « secret ». Il est prudent pour cela d'utiliser des mèches lentes ou des fusées. Fusées comme celles qui sont placées sur les projectiles des obusiers. Mais il faut savoir que celles-ci sont peu fiables. Ainsi, Lord Cochrane, lors de l'affaire déjà évoquée, rapporte que la fusée de 15 minutes qu'il avait lui-même allumée, fit explosion en moitié du temps prévu et faillit entraîner la perte du canot sur lequel il s'éloignait.
Dans tous les cas, il est souhaitable de faire accompagner les brûlots par des navires légers. Autant pour récupérer leurs équipages, qu'interdire aux canots ennemis de les faire dévier.
Notons enfin que l'usage des brûlots est précisément prévu par le général de l'Armée navale. Si l'on considère les « instructions pour le combat » de Tourville (1693), on peut noter que sur les 31 articles, 9 concernent les brûlots.

### Comment contrer les brûlots adverses
La première sécurité est de se protéger. Comme l'usage des brûlots est de préférence visé sur des escadres à l'ancre, il est judicieux de se protéger derrière une estacade, par exemple.
Mais cela peut ne pas suffire. Il est alors recommandé d'envoyer ses canots pour attraper au grappin le brûlot et l'obliger à dévier de sa route. Sinon, on peut toujours chercher à le couler ou le démâter par le feu d'artillerie. Comme le dit Bigot de Morogues : « ...si quelque brûlot ennemi se présente pour aborder un vaisseau de ligne, les frégates tâcheront de couper les chaloupes qui les remorquent, et d'aborder même les brûlots pour empêcher leur effet sur la ligne... ».
Il est en tout cas vivement conseillé d'appareiller dès l'apparition du brûlot.

## Exemples d'utilisation auXVIIesiècle
Le XVIIe siècle est l'âge d'or du brûlot.
- Bataille de Getaria (22 août 1638)

Avec 7 ou 8 brûlots, les Français incendient la quasi-totalité de l'escadre espagnole embossée à la côte. Les Espagnols ont plus de 4 000 morts.
- Bataille de Barcelone (1er juillet 1642)

Le brûlot De Marsay détruit le galion De Guise devant la plage de Sitges.
- Bataille de Lowestoft (14 juin 1665)

Les Anglais alignent 109 navires et 20 brûlots. Les Hollandais, 103 navires.
Les Anglais sont au vent.
Vers 13h00, au cours du combat d'artillerie, les brûlots anglais sont lancés sur l'arrière-garde hollandaise. L'un d'entre eux incendie 4 vaisseaux trop proches. Un autre fait de même pour 3 vaisseaux. L'Orange, de 75 canons, désemparé par les tirs anglais, est achevé par un brûlot.
- Bataille de Cherchell (24 août 1665)
- Bataille des Quatre Jours (11-14 juin 1666)

À la fin du premier jour, HMS Henry, du contre-amiral Harman, est la cible de 3 brûlots. Mais ceux-ci arrivent successivement. Ce qui fait que le premier est repoussé, le deuxième allume un incendie que l'équipage réussit à éteindre ; le troisième est coulé au canon avant qu'il n'arrive au contact.
En revanche, un vaisseau hollandais isolé et aux prises avec des vaisseaux anglais ne peut éviter un brûlot qui l'incendie. Ceci tend à montrer que le brûlot, pour être efficace, doit bénéficier de la liaison des armes.
Le deuxième jour, les brûlots ne font rien. Ils sont repartis le long de la ligne (mais en dehors de celle-ci). Les mouvements et virements de bord des escadres font qu'ils n'ont aucune possibilité d'attaque.
Le quatrième jour, Le Ridderschap, navire de l'amiral De Liefde, est attaqué par un brûlot. Il réussit à le détourner mais l'envoie alors sur un autre Hollandais qui est incendié. L'inverse arrive quasiment au navire-amiral anglais. Le brûlot qui le vise s'accroche à un brûlot anglais. Les deux dérivent et incendient un vaisseau anglais.
Le Cathédrale d'Utrecht[réf. nécessaire] est désemparé. Visé par un brûlot, il baisse aussitôt pavillon.
- Bataille de North Foreland (4 août 1666)

Dans cette bataille, les Anglais ont 18 brûlots et les Hollandais, 19. Les Hollandais les ont groupés au centre ; les Anglais les ont répartis en tête et en queue de leur ligne.
Les Anglais sont au vent, mais l'attaque des brûlots est sans résultat. Deux d'entre eux sont coulés, les autres se consument inutilement.
HMS Resolution, isolé et désemparé, ne peut éviter un brûlot hollandais et est incendié.
- Bataille de Walcheren (7 juin 1673)
- Bataille du Texel (21 août 1673)
- Bataille d'Alicudi (8 janvier 1676)

Dans cette bataille en ligne de file, les Français sont au vent. Chacune de leurs trois escadres dispose de 2 brûlots. Ils lanceront 2 fois un brûlot contre le vaisseau de Ruyter. Le premier est démâté et doit se brûler pour ne pas être capturé ; le second est coulé au canon pendant son approche. L'escadre du corps de bataille lancera aussi un brûlot, mais mal à propos. L'engin incendiaire se retrouve entre deux trois-ponts qui se canonnent et est rapidement coulé avant d'avoir pu servir à quelque chose. Villette-Mursay, qui rapporte le fait, constate que c'est folie que de lancer un brûlot que l'on ne peut soutenir.
Les Hollandais, sous le vent, n'utilisent pas de brûlots.
- Bataille d'Agosta (22 avril 1676)

Cette bataille est un contre-exemple.
Les Français de Duquesne disposent de 8 brûlots. Ceux-ci sont répartis entre les 3 escadres. Mais, les Français sont sous le vent. En conséquence, leurs brûlots ne pourront attaquer les Hollando-Espagnols en traversant la ligne française.
De leur côté, Les Hollandais disposent d'une demi-douzaine de brûlots. Étant au vent, et plusieurs bâtiments français étant endommagés, ces brûlots auraient pu être utilisés avec succès. Mais aucun ordre ne leur sera donné. Il semble que Ruyter n'ait pas prévu leur utilisation dans ses plans.
- Bataille de Palerme (2 juin 1676)

Les brûlots sont utilisés contre une flotte hollando-espagnole à l'ancre. Le vent souffle du large vers la flotte à l'ancre ; elle n'a donc pas de possibilité de manœuvre.
Les brûlots français sont lancés en 2 vagues. La première, contre l'aile droite ; la seconde contre le centre. Les vaisseaux visés n'échapperont pas à l'embrasement ou finiront échoués.
Cette bataille est généralement citée comme exemplaire pour l'usage des brûlots. Mais des circonstances si favorables seront rarement rencontrées dans les autres batailles.
- Bataille du cap Béveziers (10 juillet 1690)
- Bataille de la Hougue (29 mai 1692)
- Bataille de Solebay (7 juin 1672)

Les alliés ont 24 brûlots, les Hollandais 30.
HMS Royal James, commandant l'avant-garde, est, à un moment isolé. Il jette l'ancre un moment, accroissant son isolement. Il est visé par 3 brûlots, qu'il réussit à détourner. Mais le quatrième l'incendie.
HMS Royal Katherine est attaqué par le Eendracht. Quand son feu faiblit, il est attaqué par 2 brûlots qu'il réussit à détourner. Mais quand s'avancent 2 autres brûlots, il baisse pavillon.
2 autres brûlots visent HMS Edgard. Il s'en défait, mais sa grand-voile est en feu et 80 marins ont préféré sauter à la mer.